# 河野政通
河野 政通（こうの まさみち）は、室町時代から戦国時代にかけての武将。

## 生涯
加賀国江沼郡の出身で、流浪し、南部・田名部に至ると伝わる（『新羅之記録』『蝦夷島奇観』）。
享徳3年（1454年）、武田信広、相原政胤（周防守）らとともに安東政季を奉じて南部大畑より蝦夷地に渡った。政通は宇須岸（）と呼ばれていた漁村に館を築いた。この館が箱に似ていることから箱館と呼ばれた。
康正2年（1456年）、政季が蝦夷を去る際、自身の弟の下国家政を茂別館に配置し、蝦夷島支配の地位を与え、宇須岸館（現・北海道函館市弥生町）にいた政通は家政の補佐役とされた。
和人の蝦夷地開拓に反発したアイヌは、康正3年/長禄元年（1457年）のコシャマインの戦いで宇須岸館を攻撃。その際に政通はアイヌの捕虜になったとも伝わる。
永正9年（1512年）4月、アイヌが再び蜂起し、箱館を攻略。当時の館主だった政通の子・季通は戦死した。季通の3歳の娘は乳母に背負われて松前に逃れ、のち、蠣崎季広（武田信広の曾孫）の妻となったと伝わる。

## 死後
宝暦3年（1753年）、江戸幕府亀田奉行・酒井伊左衛門喜澄は、称名寺内に政通の供養碑を立てた。碑には、「捐館　高峰院殿加屋凌雲大居士　神儀」と刻まれている。

## 出自
詳細は明らかではないが、伊予国・越智氏の後裔とされる。
伊予河野氏（河野氏宗家）の一族と推定される。陸奥国と伊予河野氏には鎌倉時代から繋がりがあり、河野通信終焉の地も陸奥国江刺郡であり、その孫・河野通重も陸奥国稗貫郡寺林城（現・岩手県花巻市）を拠点として活動していた。

## 諱について
諱（「政通」）の「政」の字は、陸奥国の豪族で主君とされる安東政季、または政季にその字を与えた室町幕府第8代将軍足利義政から受けたものと推測される。
寺川仁によれば、河野氏一門において、通字の「通」（みち）を下（諱の2文字目）にする例は、河野持通、河野教通、河野晴通（いずれも伊予河野氏の当主）のように足利将軍家や烏帽子親から偏諱を受ける場合に見られ、政通もこのケースに該当しているのではないかとしている。
更に、伊予国（現・愛媛県）と陸奥国（東北地方）とでは場所が大きくかけ離れているが、河野だけでなく本文中の武田信広（若狭武田氏）や、相原政胤（千葉氏一族で「相原」を称す）、村上政儀（信濃村上氏）といった伊予、若狭国、房総半島、信濃国に出自を持つ人物が各地から安東政季のもとに集まっており、政通が伊予に関係があってもおかしくはないとする趣旨の推測もしている。
なお、政季から1字を賜ったとする説は県史シリーズ『北海道の歴史』に見られ、前述の相原政胤、村上政儀にも同様のことが言えると考えられる。